# Metastivalius huonensis
Metastivalius huonensis är en loppart som beskrevs av Holland 1969. Metastivalius huonensis ingår i släktet Metastivalius och familjen Stivaliidae. Inga underarter finns listade i Catalogue of Life.